# Maximilian, Margraf de Baden
Maximilian, Margraf de Baden (Maximilian Andreas Friedrich Gustav Ernst August Bernhard; n. 3 iulie 1933, Salem, Baden-Württemberg, Germania – d. 29 decembrie 2022, Salem, Baden-Württemberg, Germania) a fost fiul lui Berthold, Margraf de Baden și al Prințesei Theodora a Greciei și Danemarcei. Prin mama sa a fost nepotul Prințului Filip, Duce de Edinburgh și verișor primar al Regelui Charles al III-lea. A fost șeful Casei ducale de Baden din 27 octombrie 1963, până la moartea sa, în 2022.

## Căsătorie și copii
La 23 septembrie 1966, la Salem, s-a căsătorit civil cu Arhiducesa Valerie de Austria, fiica Arhiducelui Hubert Salvator de Austria și a Prințesei Rosemary de Salm-Salm. Căsătoria religioasă a avut loc la 30 septembrie, la castelul Persenbeug din Austria. Cuplul are patru copii:
- Prințesa Marie Louise Elisabeth Mathilde Theodora Cecilie Sarah Charlotte of Baden (n. 3 iulie 1969, Salem); s-a căsătorit la 15 septembrie 1999 cu rev. Zentatsu Richard Baker (n. 30 martie 1936).
  - Sofia Baker (n. 1 martie 2001, Alamosa, Colorado).
- Bernhard Max Friedrich August Gustav Louis Kraft, Prinț Ereditar de Baden (n. 27 mai 1970, Salem); căsătorit, are trei copii.
- Prințul Leopold Max Christian Ludwig Clemens Hubert de Baden (n. 1 octombrie 1971, Salem).
- Prințul Michael Max Andreas de Baden (n. 11 martie 1976, Salem).

Pentru că s-a căsătorit cu o romano-catolică, Maximilian a fost exclus din linia de succesiune la tronul britanic.

## Legături externe
Materiale media legate de Maximilian la Wikimedia Commons